# 米凱萊·坎波雷塞
米凱莱·坎波雷塞（Michele Camporese）是一位意大利足球運動員，在場上司職後衛。現效力于意大利足球乙级联赛球隊里賈納。

## 外部連結
- FIGC National Teams Archive （页面存档备份，存于） （意大利文）
- 米凱萊·坎波雷塞 – FIFA國際賽競賽紀錄 (存檔)